# Hyoscyamus longepedunculatus
Hyoscyamus longepedunculatus är en potatisväxtart som beskrevs av Townsend. Hyoscyamus longepedunculatus ingår i släktet bolmörter, och familjen potatisväxter. Inga underarter finns listade i Catalogue of Life.